# ووجیمیژ کورچ
ووجیمیژ کورچ (لهستانی: Włodzimierz Korcz؛ ‏ تلفظ لهستانی نامِ کوچک: [vwɔdʑimiɛʐ]؛ ‏ زادهٔ ۱۳ نوامبر ۱۹۴۳) آهنگساز، موسیقی‌دان و نوازنده پیانو اهل لهستان است. وی از سال ۱۹۶۵ میلادی تاکنون مشغول فعالیت بوده‌است.
وی آهنگساز یکی از مشهورترین ترانه‌های اعتراضی جمهوری خلق لهستان بود که با همکاری یان پی‌یتشاک صورت پذیرفت.
از فیلم‌ها یا مجموعه‌های تلویزیونی که وی در آن‌ها نقش داشته است، می‌توان به صفر-هفت، به‌گوشم اشاره نمود.